# 龚澎
龚澎（1914年10月10日—1970年9月20日），女，原名龚慈生（又名龚庆生）、龚维航，安徽合肥人，祖籍江西臨川，中华人民共和国外交家，中国共产党党员。周恩来的得力助手。

## 生平

### 早年
龚澎是安徽合肥北乡（今长丰县岗集镇）人。父亲龚镇洲是辛亥革命元老，二次革命失败后携家人逃往日本。她是龚镇洲与徐文的第二个女儿，1914年10月10日生于日本横滨。因出生时正逢中华民国国庆日而取名“龚庆生”，后改名龚维航，童年在广州度过，1925年迁居上海蒲石村（今长乐路339弄），1928年与姐姐龚普生一同入读上海圣玛利亚女中，1933年考入燕京大学历史系，此后曾担任燕京大学学生自治会执行委员、财务部长，其间结识时任燕京大学新闻系客座讲师的美国记者埃德加·斯诺。1935年，龚维航与姐姐龚普生一同参加一二·九运动，姐妹二人同年12月12日在未名湖畔临湖轩主持召开外国记者招待会。

### 加入中共
龚维航1936年经燕京大学中共党支部书记陈矩孙介绍加入中国共产党，因敬仰革命烈士彭湃而将名字改为“龚澎”。1937年自燕京大学历史系毕业。同年卢沟桥事变爆发，龚澎赴上海，1937年11月至1938年3月任上海聖瑪利亞女校教員，在教授地理课之余从事上海基督教学生团体联合会的地下党活动，其后离沪赴延安。
1938年4月至1938年10月，成为延安馬列學院第一期学员。1938年“七一”前夕举办的一次有外国朋友参加的纪念集会上，龚澎被毛泽东亲点担任翻译，这是她首次为毛泽东担任翻译。”1938年10月，龚澎被分配到太行山《新华日报》华北版，在赴任的途中结识了第十八集团军副总司令彭德怀。1938年10月至1940年10月，担任国民革命军第十八集團軍總司令部秘書。1940年，在第十八集團軍总司令部担任秘书期间，与自德国留学归来并且也在秘书处任职的刘文华相爱并结婚。
随后由于中共中央南方局急需懂英语的外事工作人才，龚澎被调到八路军重庆办事处工作。1940年12月至1946年10月，龚澎先后在八路军重慶辦事處、八路军上海辦事處外事組工作。在重庆期间，龚澎历任重庆《新华日报》记者、中共驻重庆代表团秘书。其间，1942年6月，刘文华在从晋中返回八路军总部的途中病逝。
1943年，龚澎和乔冠华在重庆结婚，毛泽东称赞他们是“天生丽质双飞燕，千里姻缘革命牵”。1944年7月29日，在重庆曾家岩50号生下长子乔宗淮（后来担任中华人民共和国外交部副部长）。在重庆时，龚澎在周恩来的领导下，成为中国共产党第一位新闻发言人。在同各国通讯社的交往之中，龚澎以英语流利、思维缜密、反应机智、外貌美丽，而给各国记者留下很深印象。重庆谈判期间，龚澎陪同毛泽东会见了美国友人杰拉尔德·坦纳鲍姆等人。此外，龚澎还同重庆各界尤其是知识界交往很多，她是建筑学家梁思成认识的第一位中国共产党党员。
1946年10月至1949年8月 ，龚澎担任香港《中國文摘》（China Digest）主編、社長，彼时署名“钟威洛”。同时她还任中共香港工委外事组副组长、北平军事调处执行部中共方面新闻组组长。在中华人民共和国成立前，龚澎是传播《红星照耀中国》的第一人，并创办了中共首份外文期刊《新华周刊》。韩素音曾在重庆和香港多次遇到龚澎。

### 中华人民共和国建国后
中华人民共和国成立后，1949年12月26日，龚澎被任命为中央人民政府外交部情报司（1955年7月2日经周恩来批准改称新闻司）司长，成为外交部第一位女司长，一直任至1958年3月。1954年，作为中华人民共和国代表团一员参加日内瓦会议，期间，龚澎与黄华作为中华人民共和国政府的新闻发言人举办了数场记者招待会。1958年4月至1959年1月 ，龚澎被下放到北京周口店工作。1959年1月至1963年11月，复任外交部新聞司司長。1964年10月:234至1970年，任外交部部長助理，但仍主管新闻司工作，新闻司司长一职则由秦加林接任:229。
龚澎在新闻司创立之初，便倡办了《临时通报》、《快报》等内部刊物，《临时通报》等刊物于1957年后统一更名为《新情况》，该刊名由丈夫乔冠华构思。任内，龚澎组织了外国记者1955年对西藏的考察及采访，促成拍摄了后来获得第二届百花奖最佳长纪录片奖的《中印边界问题真相》。龚澎是中华人民共和国“新闻发言的奠基人”。1964年9月，龚澎组织了后来陈毅副总理与300余位中外记者的见面会。在外交部任职期间，龚澎仅在出席重要活动时穿着旗袍和高跟鞋。此外，龚澎曾设想在北京建立新闻俱乐部，为中外新闻界人士相互了解和交流提供平台，但未能成事。
文化大革命期间，龚澎被批判为“三反分子”，被迫停止工作，尽管在周恩来过问下一度恢复工作，但龚澎的健康状况急剧恶化，1970年5月突然跌倒，被送往301医院救治，后诊断为脑动脉血管破裂，周恩来遂指示医院“要尽最大的力量为龚澎治疗”。1970年9月20日，龚澎因脑溢血在北京逝世，享年55岁。此后，外交部新闻司直至2019年7月华春莹接任司长后才再度出现女性司长。

## 家庭
龚澎的父亲龚镇洲，早年追随孙中山革命，是辛亥革命时期安徽省的革命者；在保定陆军军官学校时，和蒋介石是同班同学。1942年，龚镇洲逝世，周恩来、董必武曾发唁电，蒋介石撰挽联“解环钩党留元气，树帜张军振义声”，李济深主持了追悼会并题写了墓碑碑文。母亲徐文，是黄兴夫人徐宗汉的堂妹。
龚澎是“龚氏三姐妹”中的次女。  
- 大姐：龚普生（1913－2007），曾任中华人民共和国外交部国际条法司司长，首任驻爱尔兰大使[4][11]。
- 三妹：徐畹球（1916－2004），自幼过继给上海启秀女中校长、龚镇洲夫人徐文的堂姐徐婉珊，1946年出面为上海中共代表团寻租办公住宿地点（即上海周公馆）[22]。
- 四弟：龚维禹（？－1983）
- 五妹：龚慧生
- 第一任丈夫：刘文华（1912年6月23日－1942年6月30日），大兴县人，生于北京双桥[23]，就读于北京汇文中学、天津北洋工学院，1932年赴德国留学皇家柏林工业高等学院水利工程专业，1936年在德国加入了共产党。1938年1月随杨虎城回国，经八路军西安办事处介绍赴晋东南八路军总部任朱德的秘书，后任彭德怀秘书。1941年到晋中任太行第二军分区情报站长。行军过日军封锁线时，因患盲肠炎无医无药，阑尾穿孔引起腹膜炎病逝，临终前在遗书中称“我的妻子，我在想她。我如有不测，让她嫁人。只要她不脱离革命，她就永远对得起我”[8]。
- 第二任丈夫：乔冠华
  - 子：乔宗淮[24] 媳：彭燕燕 孙：乔澎
  - 女：乔松都 婿：雷平生 外孙：雷佑航

## 评价
1943年，以美国国务院文官身份来访重庆的哈佛大学终身教授費正清在日记中称：“龚澎的性格里既有青春的朝气，又有对中国共产党事业的坚定信念，再加上随军记者所特有的敏锐观察力和清新的幽默感。在1943年弥漫在重庆的沮丧的单调气味的气氛中，她那充沛的生命力使人如同呼吸到了一股新鲜空气。”
1973年，周恩来在中南海西花厅与乔宗淮、乔松都兄妹二人谈到龚澎时称：“你们的妈妈是一个非常出色的人，没有人能够代替她。”
周恩来开口必龚澎并赞誉龚澎为外交部女性的一面旗帜。
毛泽东在得知龚澎与乔冠华的结合后赞誉二人：天生丽质双飞燕，千里姻缘革命牵。
龚澎秀外慧中，机敏灵巧，热情诚恳，献身革命，深受与之接触的西方记者，学者，外交官和军人的赞誉和尊崇。

## 影视形象
2009年电影《建国大业》中的龚澎由章子怡饰演。2019年电视剧《外交风云》中，龚澎这一角色由王雅捷饰演。

## 延伸阅读
- 乔松都. . 中华书局. 2008. ISBN 9787101060041.
- 张颖. . 湖北人民出版社. 2005. ISBN 9787216041263.

| 外交職務 | 外交職務                                                | 外交職務         |
| -------- | ------------------------------------------------------- | ---------------- |
| 新頭銜   | 中华人民共和国外交部情报司司长 1949年11月8日－1955年7月 | 情报司改为新闻司 |
| 新頭銜   | 中华人民共和国外交部新闻司司长 1955年7月－1964年10月    | 繼任： 秦加林    |